# Чирші (Тувсинське сільське поселення)
Чирші́ (рос. Чирши, чув. Чăрăш) — присілок у складі Цівільського району Чувашії, Росія. Входить до складу Тувсинського сільського поселення.
Населення — 88 осіб (2010; 92 у 2002).
Національний склад:
- чуваші — 99 %